# 空母伊吹
《空母伊吹》，是川口開治創作的日本漫畫，於小學館旗下半月刊《Big Comic》2014年24号起開始連載，2019年24号完結，單行本全13冊，劇情圍繞著中日發生的海上軍事衝突展開。續作《空母伊吹 GREAT GAME》於2020年1號起連載至今，描寫5年後的世界。
2017年，本作榮獲第63屆小学馆漫画赏一般向部門獎項。至2021年5月，系列單行本發行量已突破700萬冊。本作的改編真人電影於2019年5月24日在日本上映。

## 劇情概要
劇情設定在架空的21世紀。日本海上自衛隊和中国人民解放军海军在尖閣諸島海域發生軍事衝突，海上自衛隊為此出動航空母艦「伊吹」。
20XX年10月，疑似偽裝（後證實）為船難受難者的特工登上了尖閣諸島南小島，並主張「本島為中國固有疆域，我們在等待中國船艦的救援」。此事件被稱為「尖閣諸島中國人上陸事件」。中國海警船意圖進一步入侵日本領海，與海上保安廳巡邏艇發生衝突，並對前往調查的海上自衛隊護衛艦進行威嚇射擊，使得雙方緊張進一步升級。日本政府雖然為了避免無可挽回的情況發生而對中國採取了低姿態，暫時避免了局面進一步惡化，但深感芒刺在背的內閣總理大臣（首相）垂水慶一郎決定加快自衛隊「天馬計畫(ペガソス計画)」的腳步，加速建設新型護衛艦，並以本艦為核心創設新的護衛隊群。
事件一年後，自衛隊實質上的第一艘航空母艦「伊吹(いぶき)」號竣工。首任艦長為前航空自衛隊王牌飛行員秋津龍太一佐，副艦長兼航海長為新波歲也二佐。認同自衛隊專守防衛、人命第一的行動原則並以此為豪的新波副艦長，雖然對於秋津艦長認為自衛官是軍人、不得已時使用武力甚至賭上性命也無妨的態度抱有疑惑，但仍努力整合團隊，避免表現反意的在各地進行航海演習。
20XY年4月，伊吹號在南鳥島海域進行航海訓練期間，中國人民解放軍發動「曙光工程」計畫，突然對日本發起進攻。經歷先島諸島（與那國島）與尖閣諸島被中國佔領、甚至自衛隊出現創隊以來第一名戰死者仍不斷忍讓的日本政府，眼見中國根本沒有希望交涉的意思，垂水慶一郎下令日本史上第一次的防衛出動。至此，自衛隊與中國人民解放軍的武力衝突成為必然。作為批判政府的先鋒而聞名的《東部新聞》記者一之瀨一，從首相記者會隱約感到日本政府正在重蹈二戰的覆轍。
伊吹號緊急開赴前線的同時，為了回應日本的防衛出動，中國人民解放軍改軍決定派遣以新型航母「廣東」號為核心的北海艦隊前往先島諸島。隨著日中交涉決裂，日本方面終於要發動以武力奪回領土為目的的「隼」作戰。

## 登場人物

### 日本人

#### 自衛隊相關角色

##### 第5護衛隊群
秋津龍太(秋津竜太)

新波歲也(新波歳也)

涌井繼治(涌井継治)

浦田鐵人(浦田鉄人)

浮船武彦(浮船武彦)

瀬戸齊明(瀬戸斉明)

清家博史(清家博史)

海老名洋子(海老名洋子)

瀧隆信(滝隆信)

淵上晉(淵上晋)

迫水洋平(迫水洋平)

柿沼(柿沼)

池谷(池谷)

江口(江口)

##### 自衛隊的其他相關角色
水谷敬吾(水谷敬吾)

加瀬利男(加瀬利男)

深堀進(深堀進)

沖村聡志(沖村聡志)

#### 日本政府相關角色
垂水慶一郎(垂水慶一郎)

澤崎勇作(沢崎勇作)

石渡俊道(石渡俊道)

沖忠順(沖忠順)

酒井彰(酒井彰)

高見沢(高見沢)

#### 其他日本人
一之瀨一(一の瀬一)

### 中國人

#### 中國人民解放軍相關角色
馬大奇

劉長龍

王志強

姜暁岩

張凱歌

李永康

#### 中國政府相關角色
程朝旭

## 登場兵器

### 日本
海上自衛隊第五護衛群
- 伊吹號護衛艦（DDV-192）

日本在二戰後實質上所擁有的第一艘航空航空母艦。新編成的第五護衛群皆以該艦展開作戰。
- F-35JB艦載機

美國所研發的第五代多用途戰鬥機，B型號具備短場起降功能，「J」代表日本。目前為「伊吹」上的兩個航空團所使用的機型。
- 鳥海號護衛艦（DDG-176）

日本海上自衛隊愛宕級護衛艦，具備神盾戰鬥系統。該艦在現實中為金剛級護衛艦而非愛宕級。
- 愛宕號護衛艦（DDG-177）

日本海上自衛隊愛宕級護衛艦，具備神盾戰鬥系統。現實中與上述提到的鳥海並不屬於同型艦。
- 夕霧號護衛艦（DD-153）

日本海上自衛隊朝霧級護衛艦。
- 瀨戶霧號護衛艦（DD-156）

日本海上自衛隊朝霧級護衛艦。
- 天霧號護衛艦（DD-154）

日本海上自衛隊朝霧級護衛艦。

魚鷹式傾轉旋翼機（v-22)
日本海上自衛隊魚鷹式傾轉旋翼機。

幽靈II戰鬥機（F-4)
日本空自F-4 幽靈II戰鬥機

中華人民共和國

殲-20（J-20)

## 出版書籍
| 卷數 | 小學館         | 小學館                                                  | 尖端出版       | 尖端出版           |
| 卷數 | 發售日期       | ISBN                                                    | 發售日期       | ISBN               |
| ---- | -------------- | ------------------------------------------------------- | -------------- | ------------------ |
| 1    | 2015年9月30日  | ISBN 978-4-09-187210-4                                  | 2020年9月12日  | ISBN 9789571090894 |
| 2    | 2015年9月30日  | ISBN 978-4-09-187214-2                                  | 2020年12月11日 | ISBN 9789571092447 |
| 3    | 2016年1月29日  | ISBN 978-4-09-187439-9                                  | 2021年3月16日  | ISBN 9789571093680 |
| 4    | 2016年6月24日  | ISBN 978-4-09-187664-5                                  | 2021年6月17日  | ISBN 9786263027060 |
| 5    | 2016年10月28日 | ISBN 978-4-09-189223-2                                  | 2021年9月17日  | ISBN 9786263160385 |
| 6    | 2017年2月28日  | ISBN 978-4-09-189383-3                                  | 2021年12月17日 | ISBN 9786263162921 |
| 7    | 2017年7月28日  | ISBN 978-4-09-189615-5                                  | 2022年3月18日  | ISBN 9786263165687 |
| 8    | 2017年11月30日 | ISBN 978-4-09-189696-4                                  | 2022年6月10日  | ISBN 9786263169173 |
| 9    | 2018年3月30日  | ISBN 978-4-09-189823-4                                  | 2022年9月8日   | ISBN 9786263383630 |
| 10   | 2018年7月30日  | ISBN 978-4-09-860054-0 ISBN 978-4-09-943022-1（特裝版） | 2022年12月14日 | ISBN 9786263388154 |
| 11   | 2018年12月27日 | ISBN 978-4-09-860159-2                                  | 2023年3月20日  | ISBN 9786263563285 |
| 12   | 2019年4月26日  | ISBN 978-4-09-860306-0                                  | 2023年6月16日  | ISBN 9786263567870 |
| 13   | 2020年6月30日  | ISBN 978-4-09-860645-0                                  | 2023年12月21日 | ISBN 9786263774759 |

空母伊吹 GREAT GAME
| 卷數 | 小學館         | 小學館                 |
| 卷數 | 發售日期       | ISBN                   |
| ---- | -------------- | ---------------------- |
| 1    | 2020年6月30日  | ISBN 978-4-09-860637-5 |
| 2    | 2020年10月30日 | ISBN 978-4-09-860718-1 |
| 3    | 2021年1月29日  | ISBN 978-4-09-860842-3 |
| 4    | 2021年5月28日  | ISBN 978-4-09-861054-9 |
| 5    | 2021年9月30日  | ISBN 978-4-09-861161-4 |
| 6    | 2022年1月28日  | ISBN 978-4-09-861241-3 |
| 7    | 2022年5月30日  | ISBN 978-4-09-861346-5 |
| 8    | 2022年9月30日  | ISBN 978-4-09-861420-2 |
| 9    | 2023年1月30日  | ISBN 978-4-09-861572-8 |
| 10   | 2023年5月30日  | ISBN 978-4-09-861715-9 |
| 11   | 2023年9月28日  | ISBN 978-4-09-862528-4 |
| 12   | 2024年1月30日  | ISBN 978-4-09-862686-1 |
| 13   | 2024年5月30日  | ISBN 978-4-09-862805-6 |
| 14   | 2024年9月30日  | ISBN 978-4-09-863039-4 |
| 15   | 2025年1月30日  | ISBN 978-4-09-863182-7 |
| 16   | 2025年5月30日  | ISBN 978-4-09-863431-6 |

## 改編電影

### 与原作的差异
考虑到国际关系等因素，剧中与日本开战的国家称为“东亚联邦”，是位于菲律宾东北400公里处新成立不久的岛屿国家。

## 備註
1. ↑  譯者為泪紫音

## 外部連結
- 空母いぶき （页面存档备份，存于） - 公式サイト（日語）
- 空母いぶき （页面存档备份，存于） - 小学館 ビッグコミックBROS.NET（ビッグコミックブロス）（日語）
- 空母いぶき GREAT GAME （页面存档备份，存于） - 小学館 ビッグコミックBROS.NET（ビッグコミックブロス）（日語）
- 映画『空母いぶき』公式サイト （页面存档备份，存于）（日語）
- 映画『空母いぶき』公式的X（前Twitter）（日語）